# Цвайген Канадзава
«Цвайген Канадзава» (яп. ツエーゲン金沢 Цуэ:гэн Канадзава, англ. Zweigen Kanazawa)  — японский футбольный клуб из города Канадзава, в настоящий момент выступает в Джей-лиге 3, третьем по силе дивизионе страны.

## История
Клуб был основан в 1956 году как «ФК Канадзава», нынешнее название команда носит с 2004 года. В 2009 году команда смогла добиться участия в плей-офф Региональных лиг Японии, где «Цвайген Канадзава» добился продвижения в Японскую Футбольную Лигу. В январе 2011 года команда получила статус ассоциированного члена Джей-лиги.

## Результаты в Японской футбольной лиге
- 2010: 9-е
- 2011: 7-е
- 2012: 14-е